# Балтиев, Руслан Тахирович
Русла́н Тахи́рович Балти́ев (каз. Руслан Тахирұлы Балтиев; род. 16 сентября 1978[…], Алма-Ата) — казахстанский футболист, полузащитник. Бывший рекордсмен сборной Казахстана по забитым мячам — 13.

## Карьера

### Начало
По отцу — уйгур, мать — белоруска. Семья жила в частном доме за вокзалом Алма-Ата-2, но в 1986 году переехала в новый микрорайон «Самал», где в соседней футбольной школе ЦСКА Руслан начал заниматься на опилочном поле. Много ездил на всесоюзные турниры юношеских и молодёжных команд, даже дважды в Германию. Попал в молодёжную сборную Казахстана, которую тренировал Владимир Фомичёв. Зимой 1996 года выиграл чемпионат Казахстана по мини-футболу с местным «Кайнуром» (ныне футзальный «Кайрат») и получил звание мастера спорта по мини-футболу.

### Клубная
Балтиев начал профессиональную карьеру весной 1996 года в талдыкорганском клубе «Кайнар» (ныне «Жетысу»), в возрасте 17 лет. В 1997 году перешёл в «Кайрат» и провёл удачный сезон. Руслан забил три гола в 15 матчах, попал в число «11 лучших футболистов сезона», как лучший центральный полузащитник, а «Кайрат» завоевал бронзовые медали. 19-летнего Руслана призвали в сборную Казахстана и уже во втором матче он забил гол узбекам. В конце 1997 года при скандальном разделении клуба на «СОПФК „Кайрат“» бизнесмена Булата Абилова и «ЦСКА-Кайрат» начальника армейцев генерала Павла Новикова выбрал последний. В «ЦСКА-Кайрате» Балтиев провёл два года и в сезоне 1998 года вновь был признан лучшим центральным полузащитником чемпионата. Отправился в петропавловский клуб «Аксесс-Голден Грейн», с которым выиграл серебряные медали чемпионата Казахстана 2000 года.
Далее начался его шестилетний неуспешный период выступлений в России. Саратовский «Сокол» пробился в высший дивизион и укреплял состав. Балтиев был приглашён на два года. Если в первом сезоне «Сокол» занял 8 место, то во втором вылетел из премьер-лиги. В 2003 году Балтиев перешёл в московское «Динамо», но в начале 2004 года подписал трёхлетний контракт с клубом «Москва». Но и тут он не вписывался своей манерой игры в состав и летом 2005 года ушёл на полгода в аренду в ярославский «Шинник». Сезон 2006 года провёл в дубле «Москвы».
В 2007 году Балтиев вернулся в Казахстан, Дмитрий Огай пригласил его на три года в «Тобол». Балтиев в сезоне 2007 года выиграл с «Тоболом» серебряные медали чемпионата, Кубок Казахстана и стал победителем Кубка Интертото. В следующем сезоне "Тобол лишь по пенальти уступил чемпионство «Актобе». Но в 2009 году клуб остался без медалей, Огай ушёл в отставку, и Балтиев вновь уехал в Россию.
С сезона 2010 на два года — игрок клуба первого дивизиона «Жемчужина-Сочи». В январе 2011 года Балтиев по обоюдному согласию расторг контракт и вернулся на родину. Заключил двухлетний контракт с алматинским «Кайратом», но травмы замучали футболиста, и в конце 2012 года 34-летний Балтиев завершил карьеру игрока.

### Сборная
2 сентября 1997 года дебютировал за национальную сборную Казахстана против сборной Китая. 20 сентября 1997 года отличился голом в игре со сборной Узбекистана. 10 декабря 2000 года забил два мяча в ворота ОАЭ. Долгое время Балтиев являлся рекордсменом сборной по количеству забитых голов (13 голов) — до 17 октября 2023 года, когда этот рекорд побил Бахтиёр Зайнутдинов, забив свои тринадцатый и четырнадцатый голы за сборную в матче с Финляндией.
В январе 2010 года заявил о завершении выступлений за сборную Казахстана (провёл 72 игры — тогда рекорд), 31-летний игрок извинился перед болельщиками и назвал главной причиной своего ухода усталость.

### Администратор и тренер
В ноябре 2012 года Балтиев по итогам первого набора «Группы профессиональных игроков с продолжительным стажем» получил первичную тренерскую лицензию УЕФА категории А.
В феврале 2013 назначен спортивным директором кокшетауского «Окжетпеса», но уже осенью покинул этот пост.
В феврале 2014 года возглавил кзылординский «Кайсар». 23 июля 2015 года директор «Кайсара» Руслан Балтиев и главный тренер Дмитрий Огай ушли в отставку в связи со слабым выступлением команды.
В январе 2016 года Дмитрий Огай был вновь назначен главным тренером костанайского «Тобола», в ассистентах у него стал работать Руслан Балтиев. Но уже в апреле Огай был уволен с должности главного тренера за слабый старт, с ним ушли его постоянные сподвижники Балтиев и Кулинич.

## Достижения
- Чемпион Казахстана по мини-футболу: 1996
- Трижды вице-чемпион Казахстана 2000, 2007, 2008
- Бронзовый призёр чемпионата Казахстана 1997
- Обладатель Кубка Казахстана 2007
- Кубок Интертото: 2007
- Финалист Кубка Казахстана 1999/2000

## Статистика выступлений

### Матчи за сборную Казахстана
| Матчи Балтиева за сборную Казахстана | Матчи Балтиева за сборную Казахстана | Матчи Балтиева за сборную Казахстана | Матчи Балтиева за сборную Казахстана | Матчи Балтиева за сборную Казахстана | Матчи Балтиева за сборную Казахстана | Матчи Балтиева за сборную Казахстана           |
| №                                    | Дата                                 | Город                                | Соперник                             | Счёт                                 | Голы Балтиева                        | Соревнование                                   |
| ------------------------------------ | ------------------------------------ | ------------------------------------ | ------------------------------------ | ------------------------------------ | ------------------------------------ | ---------------------------------------------- |
| 1                                    | 2 сентября 1997                      | Далянь                               | Китай                                | 3:0                                  | —                                    | Товарищеский матч                              |
| 2                                    | 8 сентября 1997                      | Сеул                                 | Республика Корея                     | 3:0                                  | —                                    | Отборочный турнир ЧМ 1998                      |
| 3                                    | 12 сентября 1997                     | Абу-Даби                             | ОАЭ                                  | 4:0                                  | —                                    | Отборочный турнир ЧМ 1998                      |
| 4                                    | 20 сентября 1997                     | Алма-Ата                             | Узбекистан                           | 1:1                                  | 1                                    | Отборочный турнир ЧМ 1998                      |
| 5                                    | 4 октября 1997                       | Алма-Ата                             | Япония                               | 1:1                                  | —                                    | Отборочный турнир ЧМ 1998                      |
| 6                                    | 11 октября 1997                      | Алма-Ата                             | Республика Корея                     | 1:1                                  | —                                    | Отборочный турнир ЧМ 1998                      |
| 7                                    | 18 октября 1997                      | Алма-Ата                             | ОАЭ                                  | 3:0                                  | —                                    | Отборочный турнир ЧМ 1998                      |
| 8                                    | 25 октября 1997                      | Ташкент                              | Узбекистан                           | 4:0                                  | —                                    | Отборочный турнир ЧМ 1998                      |
| 9                                    | 8 ноября 1997                        | Токио                                | Япония                               | 5:1                                  | —                                    | Отборочный турнир ЧМ 1998                      |
| 10                                   | 1 декабря 1998                       | Сисакет                              | Иран                                 | 0:2                                  | —                                    | Летние Азиатские игры 1998                     |
| 11                                   | 3 декабря 1998                       | Сисакет                              | Лаос                                 | 0:5                                  | —                                    | Летние Азиатские игры 1998                     |
| 12                                   | 8 декабря 1998                       | Бангкок                              | Таиланд                              | 1:1                                  | —                                    | Летние Азиатские игры 1998                     |
| 13                                   | 10 декабря 1998                      | Бангкок                              | Катар                                | 2:0                                  | —                                    | Летние Азиатские игры 1998                     |
| 14                                   | 12 декабря 1998                      | Бангкок                              | Ливан                                | 3:0                                  | —                                    | Летние Азиатские игры 1998                     |
| 15                                   | 24 мая 2000                          | Амман                                | Иран                                 | 3:0                                  | —                                    | Чемпионат Федерации футбола Западной Азии 2000 |
| 16                                   | 26 мая 2000                          | Амман                                | Сирия                                | 4:0                                  | —                                    | Чемпионат Федерации футбола Западной Азии 2000 |
| 17                                   | 28 мая 2000                          | Амман                                | Палестина                            | 2:3                                  | —                                    | Чемпионат Федерации футбола Западной Азии 2000 |
| 18                                   | 10 декабря 2000                      | Абу-Даби                             | ОАЭ                                  | 5:2                                  | 2                                    | Товарищеский матч                              |
| 19                                   | 12 апреля 2001                       | Багдад                               | Непал                                | 0:6                                  | 1                                    | Отборочный турнир ЧМ 2002                      |
| 20                                   | 14 апреля 2001                       | Багдад                               | Макао                                | 0:3                                  | —                                    | Отборочный турнир ЧМ 2002                      |
| 21                                   | 16 апреля 2001                       | Багдад                               | Ирак                                 | 1:1                                  | 1                                    | Отборочный турнир ЧМ 2002                      |
| 22                                   | 21 апреля 2001                       | Алма-Ата                             | Непал                                | 4:0                                  | 1                                    | Отборочный турнир ЧМ 2002                      |
| 23                                   | 23 апреля 2001                       | Алма-Ата                             | Макао                                | 5:0                                  | —                                    | Отборочный турнир ЧМ 2002                      |
| 24                                   | 25 апреля 2001                       | Алма-Ата                             | Ирак                                 | 1:1                                  | —                                    | Отборочный турнир ЧМ 2002                      |
| 25                                   | 14 ноября 2001                       | Таллин                               | Эстония                              | 0:0                                  | —                                    | Товарищеский матч                              |
| 26                                   | 17 апреля 2002                       | Вентспилс                            | Латвия                               | 2:1                                  | —                                    | Товарищеский матч                              |
| 27                                   | 14 ноября 2002                       | Алма-Ата                             | Эстония                              | 1:1                                  | —                                    | Товарищеский матч                              |
| 28                                   | 12 февраля 2003                      | Мдина                                | Мальта                               | 2:2                                  | —                                    | Товарищеский матч                              |
| 29                                   | 6 июня 2003                          | Познань                              | Польша                               | 3:0                                  | —                                    | Товарищеский матч                              |
| 30                                   | 28 апреля 2004                       | Алма-Ата                             | Азербайджан                          | 2:3                                  | —                                    | Товарищеский матч                              |
| 31                                   | 8 сентября 2004                      | Алма-Ата                             | Украина                              | 1:2                                  | —                                    | Отборочный турнир ЧМ 2006                      |
| 32                                   | 9 октября 2004                       | Стамбул                              | Турция                               | 4:0                                  | —                                    | Отборочный турнир ЧМ 2006                      |
| 33                                   | 13 октября 2004                      | Алма-Ата                             | Албания                              | 0:1                                  | —                                    | Отборочный турнир ЧМ 2006                      |
| 34                                   | 17 ноября 2004                       | Пирей                                | Греция                               | 3:1                                  | 1                                    | Отборочный турнир ЧМ 2006                      |
| 35                                   | 26 марта 2005                        | Копенгаген                           | Дания                                | 3:0                                  | —                                    | Отборочный турнир ЧМ 2006                      |
| 36                                   | 4 июня 2005                          | Киев                                 | Украина                              | 2:0                                  | —                                    | Отборочный турнир ЧМ 2006                      |
| 37                                   | 8 июня 2005                          | Алма-Ата                             | Турция                               | 0:6                                  | —                                    | Отборочный турнир ЧМ 2006                      |
| 38                                   | 3 сентября 2005                      | Тирана                               | Албания                              | 2:1                                  | —                                    | Отборочный турнир ЧМ 2006                      |
| 39                                   | 7 сентября 2005                      | Алма-Ата                             | Греция                               | 1:2                                  | —                                    | Отборочный турнир ЧМ 2006                      |
| 40                                   | 24 февраля 2006                      | Ларнака                              | КНДР                                 | 0:0                                  | —                                    | Товарищеский матч                              |
| 41                                   | 28 февраля 2006                      | Ларнака                              | Финляндия                            | 0:0 (1:3) пен.                       | —                                    | Товарищеский матч                              |
| 42                                   | 1 марта 2006                         | Никосия                              | Греция                               | 0:2                                  | —                                    | Товарищеский матч                              |
| 43                                   | 2 июля 2006                          | Алма-Ата                             | Таджикистан                          | 4:1                                  | —                                    | Товарищеский матч                              |
| 44                                   | 5 июля 2006                          | Алма-Ата                             | Кыргызстан                           | 1:0                                  | 1                                    | Товарищеский матч                              |
| 45                                   | 16 августа 2006                      | Брюссель                             | Бельгия                              | 0:0                                  | —                                    | Отборочный турнир ЧЕ 2008                      |
| 46                                   | 6 сентября 2006                      | Баку                                 | Азербайджан                          | 1:1                                  | —                                    | Отборочный турнир ЧЕ 2008                      |
| 47                                   | 11 октября 2006                      | Алма-Ата                             | Финляндия                            | 0:2                                  | —                                    | Отборочный турнир ЧЕ 2008                      |
| 48                                   | 15 ноября 2006                       | Коимбра                              | Португалия                           | 3:0                                  | —                                    | Отборочный турнир ЧЕ 2008                      |
| 49                                   | 7 февраля 2007                       | Гуанчжоу                             | Китай                                | 2:1                                  | —                                    | Товарищеский матч                              |
| 50                                   | 7 марта 2007                         | Шымкент                              | Кыргызстан                           | 2:0                                  | —                                    | Товарищеский матч                              |
| 51                                   | 9 марта 2007                         | Шымкент                              | Азербайджан                          | 1:0                                  | —                                    | Товарищеский матч                              |
| 52                                   | 11 марта 2007                        | Шымкент                              | Узбекистан                           | 1:1                                  | —                                    | Товарищеский матч                              |
| 53                                   | 24 марта 2007                        | Алма-Ата                             | Сербия                               | 2:1                                  | —                                    | Отборочный турнир ЧЕ 2008                      |
| 54                                   | 2 июня 2007                          | Алма-Ата                             | Армения                              | 1:2                                  | 1                                    | Отборочный турнир ЧЕ 2008                      |
| 55                                   | 6 июня 2007                          | Алма-Ата                             | Азербайджан                          | 1:1                                  | 1                                    | Отборочный турнир ЧЕ 2008                      |
| 56                                   | 22 августа 2007                      | Тампере                              | Финляндия                            | 2:1                                  | —                                    | Отборочный турнир ЧЕ 2008                      |
| 57                                   | 8 сентября 2007                      | Алма-Ата                             | Таджикистан                          | 1:1                                  | —                                    | Товарищеский матч                              |
| 58                                   | 13 октября 2007                      | Варшава                              | Польша                               | 3:1                                  | —                                    | Отборочный турнир ЧЕ 2008                      |
| 59                                   | 21 ноября 2007                       | Ереван                               | Армения                              | 0:1                                  | —                                    | Отборочный турнир ЧЕ 2008                      |
| 60                                   | 24 ноября 2007                       | Белград                              | Сербия                               | 1:0                                  | —                                    | Отборочный турнир ЧЕ 2008                      |
| 61                                   | 2 февраля 2008                       | Анталья                              | Азербайджан                          | 1:1                                  | —                                    | Товарищеский матч                              |
| 62                                   | 6 февраля 2008                       | Анталья                              | Молдова                              | 1:0                                  | —                                    | Товарищеский матч                              |
| 63                                   | 26 марта 2008                        | Пернис                               | Армения                              | 1:0                                  | —                                    | Товарищеский матч                              |
| 64                                   | 20 августа 2008                      | Алма-Ата                             | Андорра                              | 3:0                                  | —                                    | Отборочный турнир ЧМ 2010                      |
| 65                                   | 6 сентября 2008                      | Загреб                               | Хорватия                             | 3:0                                  | —                                    | Отборочный турнир ЧМ 2010                      |
| 66                                   | 10 сентября 2008                     | Алма-Ата                             | Украина                              | 1:3                                  | —                                    | Отборочный турнир ЧМ 2010                      |
| 67                                   | 11 октября 2008                      | Лондон                               | Англия                               | 5:1                                  | —                                    | Отборочный турнир ЧМ 2010                      |
| 68                                   | 11 февраля 2009                      | Анталья                              | Эстония                              | 0:2                                  | 2                                    | Товарищеский матч                              |
| 69                                   | 1 апреля 2009                        | Алма-Ата                             | Беларусь                             | 1:5                                  | —                                    | Отборочный турнир ЧМ 2010                      |
| 70                                   | 9 сентября 2009                      | Андорра-ла-Велья                     | Андорра                              | 1:3                                  | 1                                    | Отборочный турнир ЧМ 2010                      |
| 71                                   | 10 октября 2009                      | Минск                                | Беларусь                             | 4:0                                  | —                                    | Отборочный турнир ЧМ 2010                      |
| 72                                   | 14 октября 2009                      | Астана                               | Хорватия                             | 1:2                                  | —                                    | Отборочный турнир ЧМ 2010                      |

Итого: 72 матча (19 побед, 15 ничьих, 38 поражений) / 13 голов.